# Pancawati (Caringin)
Pancawati is een bestuurslaag in het regentschap Bogor van de provincie West-Java, Indonesië. Pancawati telt 13.629 inwoners (volkstelling 2010).